# Ахметпаша
Ахметпаша или Ахмедпаша (на турски: Ahmetpaşa) е село в Източна Тракия, Турция, Вилает Родосто.

## География
Селото се намира на 10 километра западно от Малгара. На юг от Ахметпаша се намира Мемориалната гора на Майкъл Джексън (на турски: Michael Jackson Hatıra Ormanı).

## История
В 19 век Ахметпаша е село в Малгарска каза на Одринския вилает на Османската империя. Според статистиката на професор Любомир Милетич в 1912 година в селото живеят 25 български патриаршистки семейства смесени с гърци и турци.